# Ель моррисонская
Ель моррисонская (лат. Picea morrisonicola) — вид хвойных деревьев из рода ель (Picea) семейства Сосновые (Pinaceae), эндемик Тайваня и единственный вид ели, встречающийся на острове. Самый южный вид данного рода в мире: произрастает на широте Северного тропика и его окрестностей — как к северу, так и немного к югу от него.

## Распространение
Высокогорный вид, произрастает на высотах 2500—3800 метров над уровнем моря, в умеренно-холодном климате с муссонным характером и высокой влажностью, годовое количество осадков превышает 4000 мм. Морозостойкость от -12,1 ° C до -6,7 ° C. Предпочитает кислые и подзолистые почвы. 
Встречается рассеяно в оврагах и на северных склонах гор, селится в смешанных лесах, редко образует небольшие по площади чисто еловые насаждения. 
В смешанных горных лесах растёт по соседству с Tsuga chinensis, Pseudotsuga sinensis, Pinus armandii, а также с Abies kawakamii и Juniperus squamata var. morrisonicola, у нижней границы может соседствовать с Chamaecyparis obtusa var. formosana, а ниже 2500 м проникать в широколиственные леса, образованные например Quercus variabilis, Acer spp и Betula. Вид не образует крупных чистых насаждений, но является одним из достаточно распространенных видов хвойных в смешанных хвойных лесах высокогорий Тайваня.

## Ботаническое описание
Вечнозелёные крупные деревья высотой до 50 м. Диаметр ствола до 1,5 м. Кора серовато-коричневая, чешуйчатая, шелушащаяся. Молодые ветви коричневые или желтовато-коричневые,  на 2-м году становятся серовато-коричневые, голые. Хвоя густая, иглы направлены вперёд по верхней стороне веточек, линейные, прямые или слегка изогнутые, в поперечном сечении широко ромбические, длиной 8—14 мм шириной около 1 мм, с острыми концами. Семенные шишки красные или пурпурно-зелёные, созревшие коричневые, редко с небольшим пурпурным оттенком, продолговатые яйцевидно-цилиндрической формы, размером 5—7 на 2,5—3 см. Семенные чешуи плотно сомкнуты, размером примерно 15 на 12 мм, с широко-округлой вершиной. Семена почти яйцевидные, размером от 3 до 4 мм, с желтоватыми или оранжево-коричневыми крылом. Опыление в апреле, созревание в октябре.

## Значение
Древесина может использоваться в строительстве, для изготовления мебели и для получения древесной массы.

## Таксономия
Picea morrisonicola Hayata Journal of the College of Science, Imperial University of Tokyo 25(19): 220 Архивная копия от 13 февраля 2019 на Wayback Machine. 1908.